# In concerto (Marco Carta)
In concerto è il primo CD-DVD live del cantante italiano Marco Carta.
L'audio è costituito da 13 tracce live registrate nel corso dei vari concerti del lungo tour estivo in giro in molte città italiane con la sua band più Un grande libro nuovo, secondo singolo estratto da Ti rincontrerò, album d'esordio del cantante sardo.
Vita in versione live è disponibile solo nel negozio virtuale iTunes e non è quindi fra le tracce del supporto fisico.
Il DVD contiene invece le immagini del grande concerto del 6 luglio 2008 presso l'Anfiteatro romano di Cagliari ed un divertente backstage delle altre tappe del tour.Regia video Elio Solinas.

## Tracce

### CD
1. Un grande libro nuovo (album version) 4:11
2. Ti rincontrerò [live] 3:49
3. Io amo [live] 3:04
4. Cielo nel cielo [medley di Somewhere Over the Rainbow e What a Wonderful World] [live] 4:12
5. La donna cannone [live] 4:41
6. Quando nasce un amore [live] 4:04
7. Per sempre (acustica) [live];4:20
8. A chi (Hurt) [live] 3:15
9. It ain't easy [live] 3:18
10. Ti pretendo [live] 4:36
11. E tu (live) 4:47
12. Anima di nuvola [live] 3:46
13. No potho reposare (canzone popolare sarda) [live] 5:12
14. Destinazione paradiso [live] 4:14

### DVD
1. Let me entertain you [intro]
2. Per sempre
3. E tu
4. A chi (Hurt)
5. La donna cannone
6. Io amo
7. It ain't easy
8. Anima di nuvola
9. Ti rincontrerò
10. When a man loves a woman
11. Sorry seems to be hardest word
12. You're the first, the last, my everything
13. Cielo nel cielo [medley di "Somewhere Over The Rainbow" e "What A Wonderful World"]
14. Ti pretendo
15. Un grande libro nuovo
16. Quando nasce un amore
17. Destinazione paradiso
18. No potho reposare

## Classifiche
| Classifica (2008) | Posizione massima |
| ----------------- | ----------------- |
| Italia            | 10                |